# Praetaxila huonis
Praetaxila huonis är en fjärilsart som beskrevs av Jordan 1930. Praetaxila huonis ingår i släktet Praetaxila och familjen Riodinidae. Inga underarter finns listade i Catalogue of Life.